# دومینیک لانیوس
دومینیک لانیوس (انگلیسی: Dominik Lanius؛ زادهٔ ۲۸ مارس ۱۹۹۷) بازیکن فوتبال اهل آلمان است.